# Mearas
De Mearas (enkelvoud: Mearh) zijn mythische paarden in J.R.R. Tolkiens Midden-Aarde. De Paardenheren, volgens de Rohirrim waren zij de afstammelingen van het oerras, gebracht door de Valar zelf. De Mearas waren veel sneller dan andere paarden, verstonden de Mensentaal, werden even oud als hun meesters. Ze lieten zich enkel berijden door één iemand (meestal de Koning van Rohan) en ze weigerden breitel en bit.
Bekende Mearas zijn: Felaróf, Schaduwvacht en Sneeuwmaan. Het is niet duidelijk of Arod en Hasufel, de paarden die door het ruiters die Éomer volgden aan Aragorn, Gimli en Legolas werden gegeven, ook tot dit paardenras behoorden.